# موراتوا
موراتوا (به لاتین: Moratuwa) یک منطقهٔ مسکونی در سری‌لانکا است که در کلمبو واقع شده‌است.

## خصوصیات
موراتوا ۲۰۷٬۷۵۵ نفر جمعیت دارد و ۲۸ متر بالاتر از سطح دریا واقع شده‌است.